# Православный вестник (Украина)
Православний вісник (Православный вестник) — православный украиноязычный журнал Украинской православной церкви. Начал издаваться в 1946 году и сыграл большую роль в становлении украинского языка как богословского.

## История
Основан в 1946 году стараниями архиепископа Макария (Оксиюка) как журнал Львовской епархии и первоначально именовался назывался «Єпархіальний вісник» с поздаголовком «Орган Львівсько-Тернопільського епархіального управління».
В 1948 году название было изменено на «Православний вісник» («Православный вестник») с подзаголовком: «Издание епископов Западной Украины, Закарпатья и Буковины, под руководством экзарха всея Украины митрополита Киевского».
В 1962 году в разгар хрущёвской антирелигиозной кампании издание журнала было прекращено.
В 1968 году издание было возобновлено уже в Киеве решением Экзарха Украины митрополита Киевского и Галицкого Филарета (Денисенко).
В 1990 году связи с преобразованием Украинского экзархата в Украинскую православную церковь, подзаголовок издания изменился на: «Издание Украинской Православной Церкви».
В 1992 года после ухода в раскол митрополит Филарета (Денисенко) журнал стал официальным периодическим изданием неканонической УПЦ Киевского Патриархата.
В 1996 году каноническая Украинская православная церковь возобновила издание журнала «Православный вестник».
В декабре 2010 года после четырехлетнего перерыва вышел первый номер обновлённого журнала «Православный вестник» канонической Украинской Православной Церкви, подготовленный редакционным коллективом «Церковной православной газеты». Игумен Лонгин (Чернуха) по этому поводу сказал: 

В конце апреля 2007 года у нас произошла реорганизация издательской работы ― мы поставили перед собой задачу улучшить «Церковную православную газету», установить твердый график её выхода ― два раза в месяц в двуязычной версии (на русском и на украинском языках). Поскольку газета уже в подписке, то мы связаны обязательствами не только перед подписчиками, нашими читателями, но и с типографией, предприятиями и организациями по распространению издания. Мы должны были войти в достаточно жесткий график и ритм работы над «Церковной православной газетой».

В контексте такой реорганизации сформировался коллектив «Православного вестника» ― мы увидели, что у нас есть потенциал для осуществления издания двух печатных органов Украинской Православной Церкви: «Церковная православна газета» будет приобретать более миссионерский характер, ориентировалась на людей, которые только воцерковляются или ещё не пришли к Церкви, а журнал рассчитан на воцерковленного читателя ― прежде всего, священнослужителей, церковнослужителей, псаломщиков, старост, церковных бухгалтеров, регентов, преподавателей воскресных школ, иконописцев, преподавателей христианских дисциплин в общеобразовательных школах.
Обновлённый «Православный вестник» будет выходить ежеквартально (четыре раза в год) на 96 страницах (первый номер - 80 страниц) и будет ориентирован преимущественно на церковную аудиторию..